# Pró-oxidante
Pró-oxidantes são químicos que induzem stress oxidativo quer através da criação de espécies reactivas de oxigénio, quer através da inibição dos sistemas antioxidantes. O stress oxidativo produzido por estes químicos pode danificar células e tecidos. Por exemplo, uma overdose do analgésico paracetamol pode causar lesões fatais no fígado, em parte através da produção de espécies reactivas do oxigénio.
Sob determinadas condições, algumas substâncias podem ter um papel quer antioxidante, quer pró-oxidante. Algumas das condicionantes importantes dizem respeito à concentração do químico e à presença ou não de oxigénio ou metais de transição.
Como consequência, a redução de oxigénio envolve normalmente a formação inicial de oxigénio singlete ou spin-orbit coupling através da redução de um metal de transição como manganês, ferro ou cobre. Este metal reduzido transfere então o electrão para oxigénio molecular ou peróxido.

## Metais
Os metais de transição podem agir como pró-oxidantes. Por exemplo, a intoxicação crónica por manganês é uma patologia "pró-oxidante" de referência. Outra patologia associada com a presença crónica de ferro pró-oxidante é a hemocromatose. De igual modo, a doença de Wilson está associada a níveis elevados de cobre nos tecidos. Estas síndromes manifestam normalmente um quadro de sintomas comum, que inclui várias combinações de psicose, discinesia, anormalidades pigmentárias, fibrose, surdez, diabetes e artrite. Tanto o herbicida pró-oxidante paraquat, a doença de Wilson, e ferro reduzido têm sido associadas ao parkinsonismo humano.

## Fibrose
A fibrose, patologia relacionada com a formação de cicatrizes, é outro dos sintomas relacionados com os pró-oxidantes. Por exemplo, o envenenamento de cobre ou ferro no espaço intraocular ou do humor vítreo está associado à fibrose vítrea. A cirrose hepática é também um dos principais sintomas da Doença de Wilson. Também se pensa que a fibrose pulmonar produzida pelo Paraquat e pela bleomicina seja induzida pelas propriedades pró-oxidantes destes agentes. Pode-se dar o caso que o stress oxidativo por eles produzido mimetize um sinal fisiológico para a conversão de fibroblastos em miofibroblastos.

## Vitaminas pró-oxidantes
As vitaminas que sejam agentes de redução podem também ser pró-oxidantes. A vitamina C possui actividade antioxidantes quando reduz substâncias oxidantes como o peróxido de hidrogénio. No entanto, pode também reduzir iões metálicos, o que leva à formação de radicais livres através da reacção de Fenton.
2 Fe2+ + 2 H2O2 → 2 Fe3+ + 2 OH· + 2 OH−
2 Fe3+  +  Ascorbate  →  2 Fe2+  +  Dehydroascorbate
O ião metálico nesta reacção pode ser reduzido, oxidado, e depois re-reduzido, num processo designado por ciclo redox, que pode gerar espécies reactivas de oxigénio.
A importância relativa da actividade antioxidante e pró-oxidante das vitaminas antioxidantes encontra-se ainda em investigação, mas a vitamina C, por exemplo, aparenta ter sobretudo uma acção antioxidante no corpo. No entanto, há menos dados disponíveis para outros antioxidantes presentes na dieta, como os antioxidantes polifenólicos, o zinco, e a vitamina E.

## Ácido úrico
As propriedades pró-oxidantes dos redutores podem implicar consequências a nível de saúde. Por exemplo, nos humanos, o ácido úrico corresponde a cerca de metade da capacidade antioxidante do plasma. De facto, durante a evolução humana o ácido úrico poderá ter substituído o ascorbato. Porém, tal como o ascorbato, o ácido úrico pode também mediar a produção de espécies reactivas de oxigénio, agindo assim como pró-oxidate.